# Куюбарово
Куюбарово (баш. Ҡойобар) — упразднённое в 2006 году село в Зианчуринском районе Республики Башкортостан Российской Федерации. Входило на момент упразднения в состав Каргалинского сельсовета (с 2008 года территория Суренского сельсовета). Жили татары (1959, 1969, 2006).

## Топоним
Ойконим связан с географической реалией. Как пишет Словарь топонимов БАССР, происходит от названия местности Ҡойобар (баш. ҡойобар 'трясина, грязь; колодец, родник', баш. бар 'есть'). Другое название Тумарлы.
Известна также как Киргиз-Баевский.

## География
Находится на реке Акберде.

### Географическое положение
Расстояние до (по справочнику административно-территориального деления Башкирской АССР 1969 года):
- районного центра (Исянгулово): 40 км,
- ближайшей ж/д станции (Саракташ): 68 км.

Расстояние до Уфы — 309 км.

## История
Основана в 1911.
К 1969 году административный центр Глинского сельсовета.
Упразднена Законом Республики Башкортостан от 29.12.2006 N 404-з «О внесении изменений в административно-территориальное устройство Республики Башкортостан в связи с объединением, упразднением, изменением статуса населённых пунктов и переносом административных центров» (ст.1, п. 3).

## Население
| 2002 |
| ---- |
| 5    |

### Историческая численность населения
В 1920 году проживало 139 человек, в 1939—171, в 1959—109, в 1970—138, в 1979 — 79.

### Национальный и гендерный состав
По данным на 1 января 1969 года проживали 131 человек, преобладающая национальность — татары.
Согласно переписи 2002 года, из 5 жителей 3 мужчины и 2 женщины,
преобладающая национальность — татары (100 %)

## Инфраструктура
Было развито личное подсобное хозяйство с зоной сельскохозяйственного использования, индивидуальная застройка усадебного типа. В 1920 — 27 дворов, в 1925 учтено 22 хозяйства.